# Hydraethiops
Hydraethiops är ett släkte av ormar. Hydraethiops ingår i familjen snokar.
Arterna är med en längd mindre än 75 cm små ormar. De förekommer i centrala Afrika. Individerna har bra simförmåga och de jagar antagligen groddjur och fiskar.

Arter enligt Catalogue of Life och The Reptile Database:
- Hydraethiops laevis
- Hydraethiops melanogaster